# Diocesi di Aretusa
La diocesi di Aretusa (in latino Dioecesis Arethusia) è una sede soppressa del patriarcato di Antiochia e sede titolare della Chiesa cattolica.

## Storia
Aretusa, identificata oggi con la città di Al-Rastan in Siria, fu una sede vescovile della provincia romana della Siria Seconda Salutare nella diocesi civile di Oriente. Faceva parte del patriarcato di Antiochia ed era suffraganea dell'arcidiocesi di Apamea, come attestato in una Notitia episcopatuum del VI secolo.
Sono diversi i vescovi documentati di Aretusa. Eustazio fu uno dei padri del primo concilio di Nicea del 325. Il vescovo Marco I, aderente all'arianesimo, è documentato in diverse occasioni nella prima metà del V secolo; prese parte al concilio dissidente di Filippopoli nel 344. Marco II prese parte al concilio di Calcedonia nel 451. Eusebio sottoscrisse nel 458 la lettera dei vescovi della Siria Seconda all'imperatore Leone dopo la morte di Proterio di Alessandria. Andrea è noto per un'iscrizione, databile all'incirca agli inizi del VI secolo. Nel 518 il vescovo Severiano sottoscrisse una lettera sinodale contro Severo di Antiochia e il partito monofisita, e nel 536 sottoscrisse una lettera dei vescovi della Siria Seconda all'imperatore Giustiniano I. Abramo infine partecipò al terzo concilio di Costantinopoli nel 680.
Durante l'epoca delle Crociate Aretusa (Artasia) fu per un breve periodo una sede vescovile di rito latino nel patriarcato di Antiochia dei Latini. Sono noti solo due vescovi: Bernardo, che nel 1100 venne eletto patriarca latino di Antiochia; a un anonimo, identificato con la lettera S., menzionato nel 1135 nel cartulario della chiesa del Santo Sepolcro di Gerusalemme.
Dal XVI secolo Aretusa è annoverata tra le sedi vescovili titolari della Chiesa cattolica; la sede è vacante dal 28 febbraio 1962.

## Cronotassi

### Vescovi greci
- Eustazio † (menzionato nel 325)
- San Marco I † (prima del 341 - dopo il 344) [3]
- Marco II † (menzionato nel 451)
- Eusebio † (menzionato nel 458)
- Andrea †
- Severiano † (prima del 518 - dopo il 536)
- Abramo † (menzionato nel 680)

### Vescovi latini
- Bernardo † (1099 - 1100 nominato patriarca di Antiochia)
- S. † (menzionato nel 1135)[4]

### Vescovi titolari
- Michele Iorba, O.S.H. † (1510 - ? deceduto)
- Antonio Sinibaldi † (13 giugno 1515 - ? deceduto)
- François Gaspard de Grammont † (1º agosto 1707 - 17 novembre 1727 deceduto)
- Johann Wilhelm von Twickel † (27 giugno 1735 - 10 settembre 1757 deceduto)
- Johann Anton von Wolframsdorf † (3 marzo 1760 - 15 settembre 1766 deceduto)
- Konstanty Sosnowski, O.S.P.P.E. † (16 febbraio 1767 - ?)
- Agostino Olivieri, Sch.P. † (3 agosto 1807 - 10 maggio 1834 deceduto)
- Johann Anton Friedrich Baudri † (28 settembre 1849 - 29 giugno 1893 deceduto)
- Gallicano Mergè † (18 maggio 1894 - 7 luglio 1897 deceduto)
- Giacinto Nicolai † (18 aprile 1900 - 29 settembre 1900 deceduto)
- Antonio José Gomes Cardoso † (17 dicembre 1900 - 23 luglio 1901 nominato vescovo di Angola e Congo)
- Sigismund Felix von Ow-Felldorf † (11 gennaio 1902 - 6 dicembre 1906 confermato vescovo di Passavia)
- Ulpiano María Pérez y Quiñones † (11 gennaio 1907 - 8 maggio 1907 nominato vescovo di Ibarra)
- Carlo Falcini † (24 giugno 1907 - 30 agosto 1907 nominato vescovo di San Miniato)
- Benedetto Spila, O.F.M. † (29 aprile 1909 - 25 settembre 1928 deceduto)
- Feliciano Rocha Pizarro † (9 novembre 1928 - 28 gennaio 1935 nominato vescovo di Plasencia)
- Heinrich Wienken † (22 febbraio 1937 - 9 marzo 1951 succeduto vescovo di Meissen)
- Buenaventura Jáuregui Prieto † (5 dicembre 1951 - 8 dicembre 1957 nominato vescovo di Zipaquirá)
- Emilio Tagle Covarrubias † (10 gennaio 1958 - 12 marzo 1959 nominato arcivescovo titolare di Nicopoli al Nesto)
- Charles-Marie-Jacques Guilhem † (8 aprile 1959 - 28 febbraio 1962 succeduto vescovo di Laval)